# The Secret Voice
The Secret Voice è un film del 1936 diretto da George Pearson.

## Trama
Un giovane scienziato cerca di proteggere la sua nuova invenzione dall'essere scoperta dalle spie nemiche.